# Stagmomantis carolina
Espèce
Synonymes
- Bactromantis parvula
- Gryllus carolinus
- Stagmomantis americana (Taylor, 1862)
- Stagmomantis baculina (Westwood, 1889)
- Stagmomantis conspersa (Burmeister, 1838)
- Stagmomantis conspurcata (Serville, 1839)
- Stagmomantis cuticularis (Serville, 1839)
- Stagmomantis dimidiata (Burmeister, 1838)[1]
- Stagmomantis ferox (Saussure, 1859)
- Stagmomantis fuscata (Weber, 1801)
- Stagmomantis inquinata (Serville, 1839)
- Stagmomantis irrorata (Johansson, 1763)
- Stagmomantis maculosa (Chopard, 1912)
- Stagmomantis nordica (Giglio-Tos, 1917)
- Stagmomantis parvula (Goeze, 1778)
- Stagmomantis polita (Giglio-Tos, 1917)
- Stagmomantis simplex (Giglio-Tos, 1917)
- Mantis stolli (Saussure, 1869)[1]
- Stagmomantis thoracica (Rehn, 1911)
- Stagmomantis virga (Scudder, 1896)
- Mantis wheelerii (Thomas, 1875)[2],[1]

Stagmomantis carolina, la Mante de Caroline, est une espèce américaine de mantes religieuses de la sous-famille des Stagmomantinae (en).
Environ un quart de toutes les rencontres entre les sexes de cette espèce donnent lieu à du cannibalisme sexuel (en), bien  que cette mante se livre au cannibalisme quel que soit l'âge ou le sexe si l'occasion se présente.
La mante de Caroline est l'insecte d'état de la Caroline du Sud. Ses oothèques peuvent être achetées en jardinerie comme moyen de lutte biologique contre les insectes nuisibles. Seules celles de cette espèce devraient être achetées, car la plupart des oothèques vendues aux États-Unis appartiennent à la mante chinoise, qui est une espèce envahissante.

## Description
Les femelles adultes mesurent de 47 à 60 mm de long et les mâles adultes environ 54 mm. Les nymphes du premier stade mesurent de 7 à 12 mm. Lorsque les nymphes mangent plus, leur abdomen s'allonge beaucoup. La mante de Caroline a une couleur brun poussière, grise ou verte utile comme camouflage dans certains environnements. Sa couleur varie, car les nymphes sont capables d'ajuster leur couleur pour correspondre à l'environnement dans lequel elles se trouvent au moment de la mue. Elles peuvent ajuster leur couleur à chaque mue, si nécessaire, jusqu'à ce qu'elles atteignent l'âge adulte.

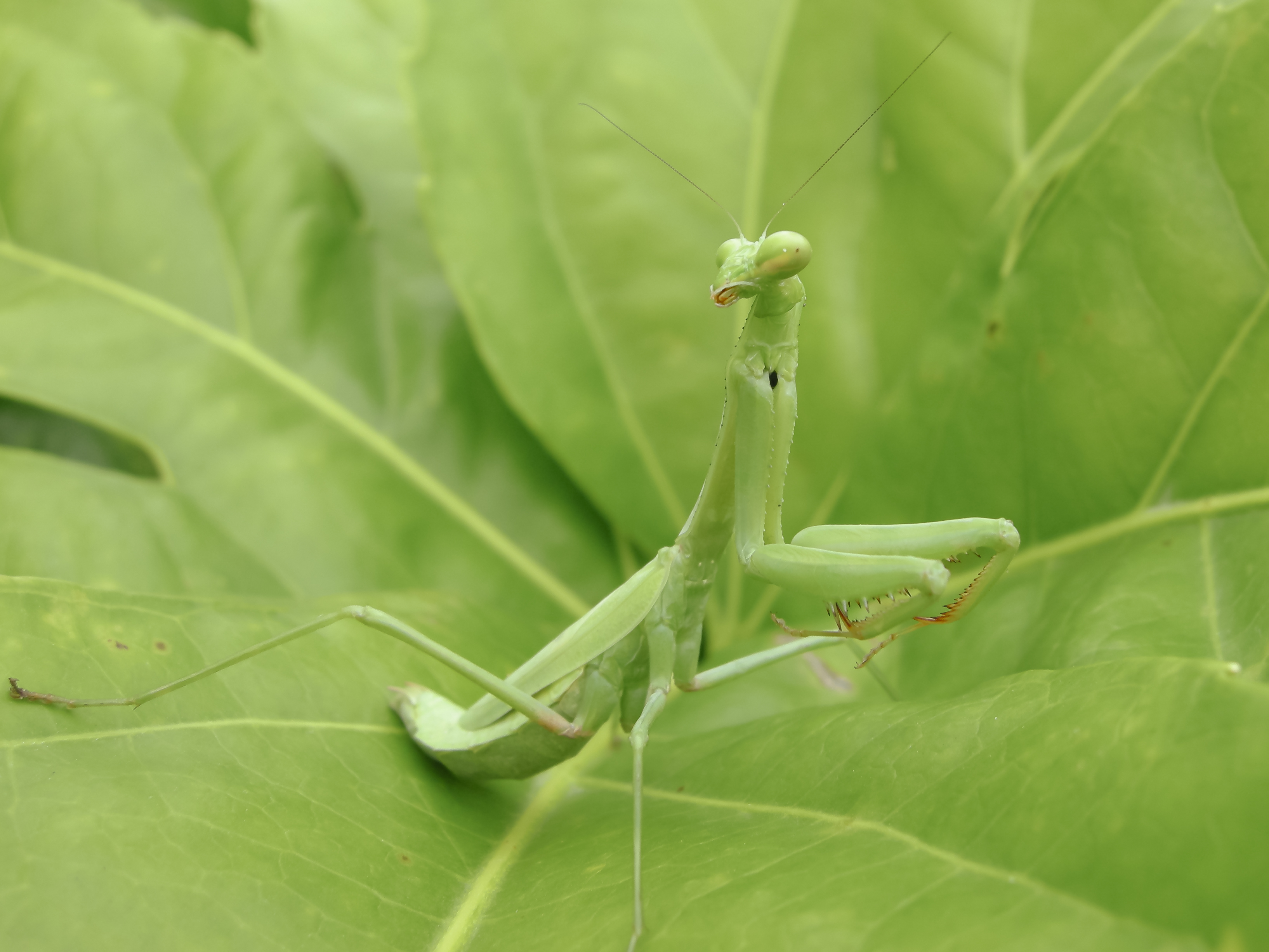
Une mante de Caroline verte sur une feuille.
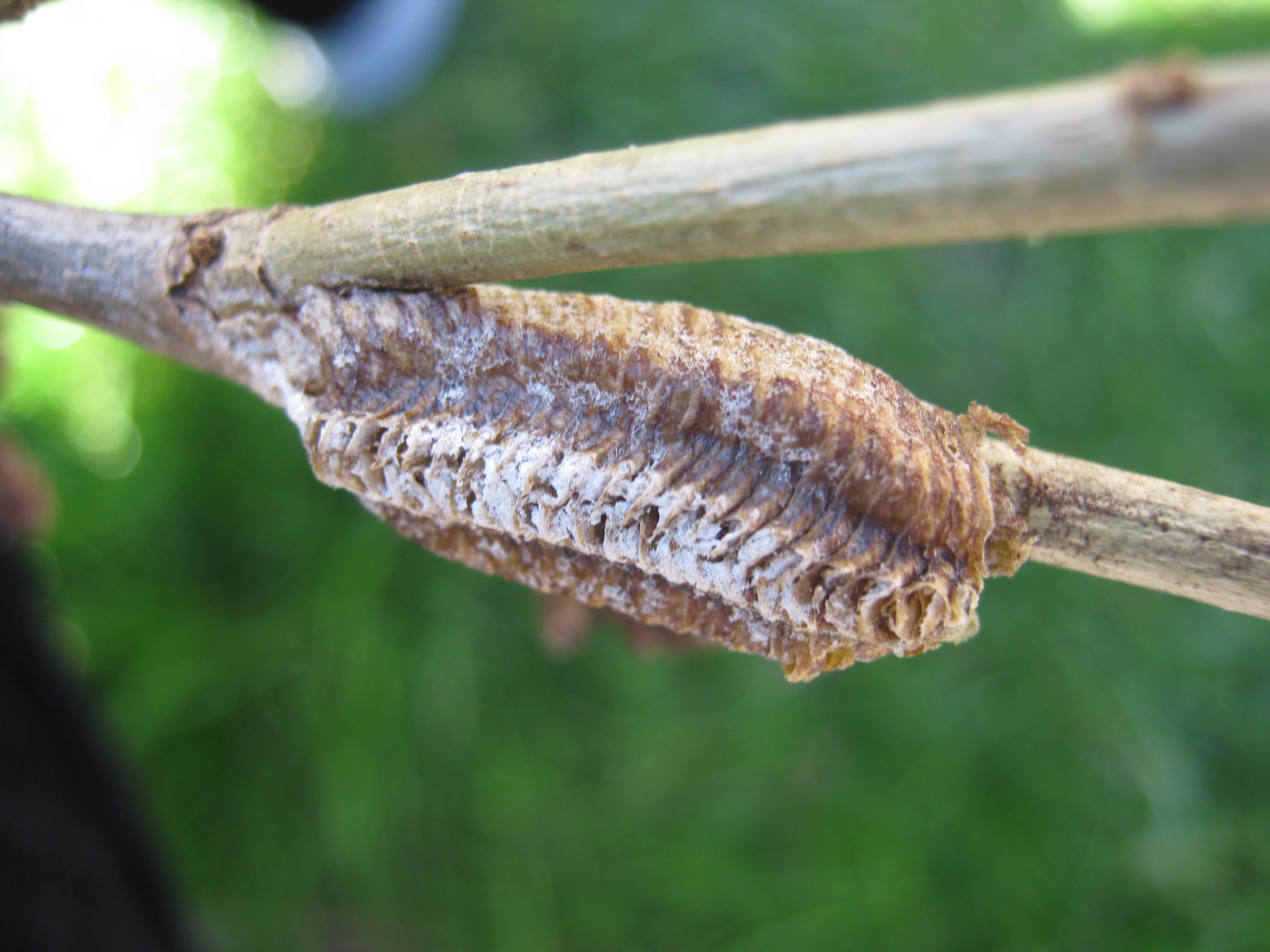
Oothèque.
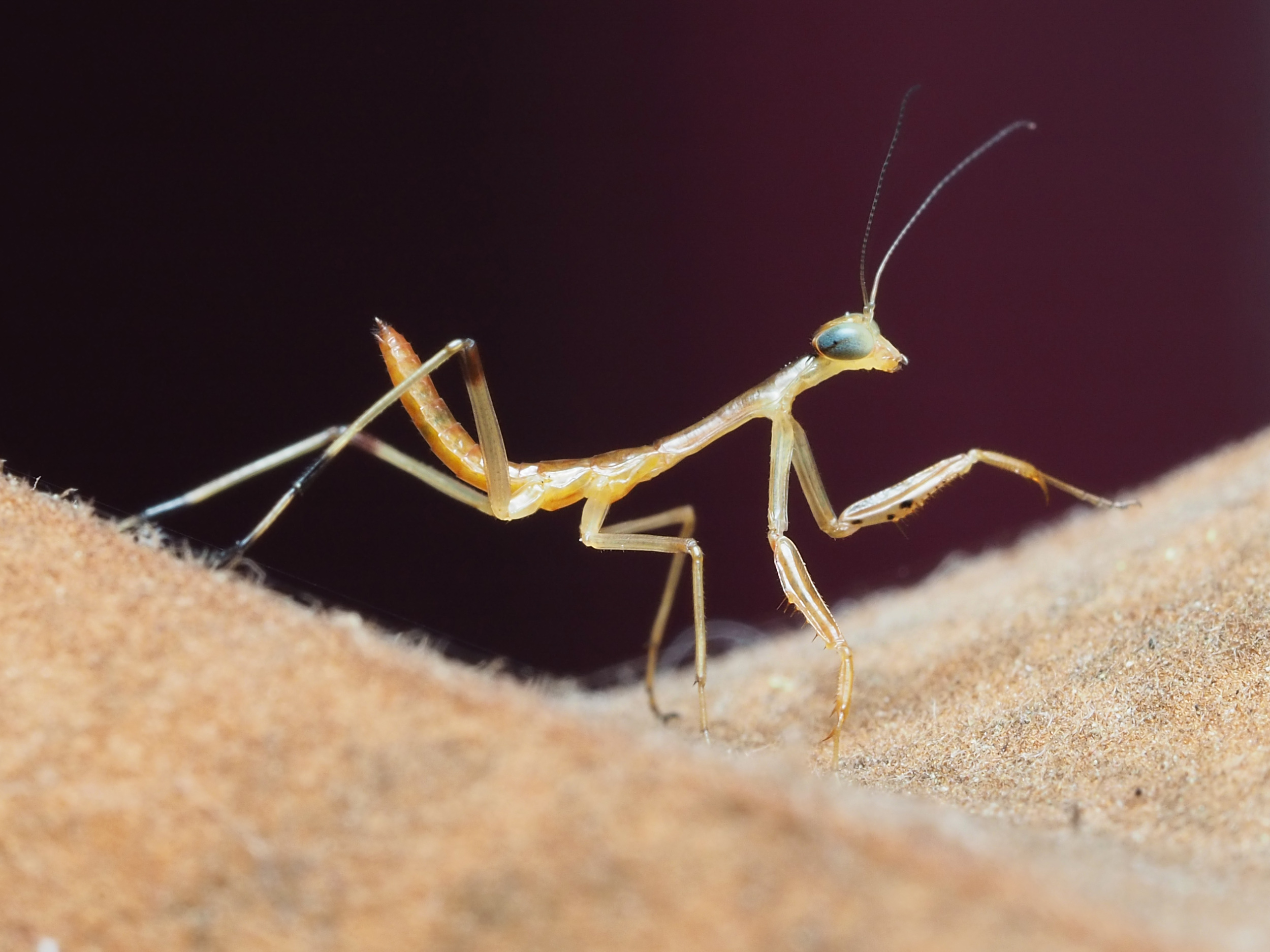
Nymphe du premier stade.

Un trait inhabituel est que ses ailes ne s'étendent que sur les trois quarts de l'abdomen chez les femelles matures ; ce trait est également observé chez la mante Iris oratoria, qui s'en distingue par les grandes taches oculaires sur les ailes postérieures (ailes intérieures) des adultes des deux sexes. Les adultes mâles et femelles de Stagmomantis carolina ont un point de couleur foncée sur chacune de leurs ailes antérieures (ailes extérieures), point qui peut être partiellement dissimulé chez les individus bruns ou foncés.

## Distribution et habitat
Stagmomantis carolina est originaire des Amériques et présente des États-Unis au nord jusqu'au Brésil au sud.

## Systématique
Le nom valide complet (avec auteur) de ce taxon est Stagmomantis carolina (Johansson, 1763).
L'espèce a été initialement classée dans le genre Gryllus sous le protonyme Gryllus carolinus Johansson, 1763.
Ce taxon porte en français le nom vernaculaire ou normalisé suivant : mante de Caroline.
Stagmomantis carolina a pour synonymes :
- Gryllus carolinus Johansson, 1763
- Gryllus irrorata Johansson, 1763
- Leptococe maculosa Chopard, 1912
- Leptococe thoracica Rehn, 1911
- Mantis conspurcata Serville, 1839
- Mantis cuticularis Serville, 1839
- Mantis dimidiata Burmeister, 1838
- Mantis ferox Saussure, 1859
- Mantis wheelerii Thomas, 1875
- Polyspilota conspersa Burmeister, 1838
- Stagmomantis americana Taylor, 1862
- Stagmomantis baculina Westwood, 1889
- Stagmomantis conspersa Burmeister, 1838
- Stagmomantis conspurcata Serville, 1839
- Stagmomantis cuticularis Serville, 1839
- Stagmomantis dimidiata Burmeister, 1838
- Stagmomantis ferox Saussure, 1859
- Stagmomantis fuscata Weber, 1801
- Stagmomantis inquinata Serville, 1839
- Stagmomantis irrorata Johansson, 1763
- Stagmomantis maculosa Chopard, 1912
- Stagmomantis nordica Giglio-Tos, 1917
- Stagmomantis polita Giglio-Tos, 1917
- Stagmomantis simplex Giglio-Tos, 1917
- Stagmomantis stolli Saussure, 1869
- Stagmomantis thoracica Rehn, 1911
- Stagmomantis virga Scudder, 1896
- Stagmomantis wheelerii Thomas, 1875